# Гоч, Цяньхун
Хэ Цяньху́н (кит. упр. 何千红, пиньинь Hé Qiānhóng, род. 7 сентября 1968), в замужестве взявшая фамилию Гоч (нем. Gotsch) — китайская и немецкая спортсменка, игрок в настольный теннис, чемпионка Европы.

## Биография
Родилась в 1968 году в Тяньцзине (КНР). Настольным теннисом занялась с 8 лет.
В 1991 году переехала в Германию. В 1996 году вышла замуж за Инго Гоча. В 1998 году получила немецкое гражданство. В 2000 году стала чемпионкой Европы в одиночном разряде и обладательницей серебряной медали в составе команды, а на Олимпийских играх в Сиднее заняла 5-е место в одиночном разряде и 9-е — в парном.